# James C. Jones
Pour les articles homonymes, voir James Jones.
James C. Jones, né le 20 avril 1809 dans le Tennessee et mort le 29 octobre 1859 à Memphis dans ce même État, est un homme politique américain qui fut gouverneur du Tennessee de 1841 à 1845 et sénateur des États-Unis de 1851 à 1857. Membre du Parti whig, Jones battit à deux reprises le futur président James K. Polk à l'élection pour le poste de gouverneur du Tennessee, en 1841 puis en 1843. Il fut le premier gouverneur de l'État à être natif du Tennessee.
Le premier mandat de Jones fut marqué par des tensions avec le Sénat local, dominé par un groupe de sénateurs démocrates connus sous le nom de « treize immortels ». Son second mandat fut plus productif du fait que les whigs avaient repris le contrôle des deux chambres de la législature. En dépit de son ralliement au Parti démocrate dans les années 1850, les talents d'orateur et le style de campagne de Jones contribuèrent à affermir le Tennessee comme l'un des principaux bastions whigs dans le sud du pays. 